# Демесинов, Кадирбек Толеуович
Кадирбек Толеуович Демесинов (каз. Кәдірбек Төлеуұлы Демесінов; род. 5 марта 1952, Аксуский район, Талды-Курганская область) — советский и казахский актёр театра и кино. Заслуженный артист Республики Казахстан (1996). Кавалер ордена «Курмет» (2017).

## Биография
Родился 5 марта 1952 года в селе Ульгули Аксуского района Талды-Курганской области.
С 1969 по 1973 годы окончил актёрское отделение Алматинской государственной консерватории имени Курмангазы.
С 1973 года по настоящее время актёр Казахского государственного академического театра для детей и юношества имени Г. Мусрепова. С этого времени в театре сыграл около 100 ролей.
С 1980 года актёр юмористического театра «Тамаша».

## Основные роли на сцене
Казахский государственный академический театр для детей и юношества имени Г. Мусрепова
- Адъютант «Красные соколы» (авт .Сакен Сейфуллин)
- Алтай «Стань успешным» (авт. И.Сапарбай)
- Посол «Солдат из Казахстана» (авт. Габит Мусрепов)
- Мурат «Прощай, моя сказка» (авт. Б.Мукай)
- Марат «Хороший человек» (авт. Аким Тарази)
- Бакыт «Раненые цветы» (Жаралы гүлдер) (авт. Сакен Жунусов)
- Куат «Алты атар» (авт. Кадыр Жетписбаев)
- Ултарак «Студенты» (авт. И.Савин)
- Бекзат «Пай-пай жас-жубайлар ай!» (авт. М.Хасенов)
- Тюрянчик «Зять-примак» (Күшік күйеу) (авт. Т.Ахтанов)
- Айдабол «Уважаемый ИКС» (авт. Таусаров.А)
- Шакир «Четыре жениха для Диляфруз» (авт. Туфан Миннуллин)
- Кудайберген «Казахский борьба» (авт.С.Балгабаев)
- Тилимис «Улпан—Есеней» (авт. Габит Мусрепов)
- Аштен Желдибаев «Памятная операция» (авт. Дулат Исабеков)
- Коштай «Зар заман» (авт. С.Сматаев)
- Жабай «Ай Каракоз» (авт. Мухтар Ауэзов)
- Мыртык Би «Клятва Абулхаира» (Ант) (авт. Т.Ахтанов) и др. Также играют детские постановки.

## Фильмография
1. 2008 — Откройте дверь — я счастье! (сериал, Казахстан)
2. 2011 — Айналайын (сериал)
3. 2011 — Алдар Косе (сериал) — аксакал Саймасай
4. 2011 — Болашак (сериал) — Акылбек ата
5. 2013 — Любовь тракториста (сериал)
6. 2014 — Такая Life (фильм)
7. 2014 — Старуха — Каиргали, главная роль
8. 2015 — Свадьба на троих (фильм)

## Награды и звания
- В 1996 году указом Президента Республики Казахстан награждён почетным званием «Заслуженный артист Республики Казахстан», за заслуги в казахском театральном искусстве.[1]
- 2007 — Медаль «За трудовое отличие» (Казахстан) (Ерен Еңбегі үшін)[2]
- 2011 — Медаль «20 лет независимости Республики Казахстан»
- 2016 — Медаль «25 лет независимости Республики Казахстан»
- 2017 — Орден Курмет, за выдающиеся заслуги в театральном и кино искусстве Казахстана.[3]
- 2025 (21 мая) — Медаль «Еңбек ардагері» (Ветеран труда Казахстана);